# A Song for XX
A Song for XX é o álbum de estreia da cantora Japonesa Ayumi Hamasaki. Por mais que o lançamento do álbum seja 1 de Janeiro de 1999, as lojas já começaram a vender o álbum em Dezembro de 1998, devido a regra da Oricon (Que contabiliza os álbuns/singles mais vendidos da semana), de 51 semanas ao invés de 52 como as outras paradas. O álbum estreou no Topo da Parada, vendendo 548,210 cópias. Isso porque como a Oricon só tem 51 semana, a última semana do ano e a primeira semana do próximo ano são combinadas. O álbum ficou no Top 300 por 63 semanas, e vendeu mais de 1 milhão de cópias. Até 2009, A Song for XX é o 142º álbum mais vendido de todos os tempos no Japão.
O título do álbum se refere ao Pai de Ayumi, que ela nunca conheceu, e a faixa de mesmo nome se refere a mundança de Ayumi de Fukuoka para Tokyo.[carece de fontes?]

## Faixas
1. "Prologue" — 1:25
2. "A Song for XX" — 4:44
3. "Hana" — 4:07
4. "Friend" — 4:11
5. "Friend II" — 3:59
6. "Poker Face" — 4:41
7. "Wishing" — 4:29
8. "You" — 4:46
9. "As If…" — 5:36
10. "Powder Snow" — 5:27
11. "Trust" — 4:48
12. "Depend on You" — 4:20
13. "Signal" — 4:25
14. "From Your Letter" — 4:38
15. "For My Dear..." — 4:32
16. "Present" — 4:30